# 1999년 한국프로야구 포스트시즌
BUY KOREA배 99프로야구 포스트시즌은 10월 10일부터 10월 29일까지 열렸다.

## 양대 리그제 시행
KBO는 99시즌부터 8개 팀을 드림(두산, 롯데, 현대, 해태)과 매직(삼성, LG, 쌍방울, 한화)로 나누어 양대 리그제를 시행하였다. 포스트 시즌은 드림 1위-매직 2위, 매직 1위-드림 2위가 각각 플레이오프를 갖고, 플레이오프의 승자끼리 한국시리즈를 치러 우승팀을 가리게끔 하였다.
시즌 중간에 리그간에 전력이 불균형한 현상이 일어나서, 한 리그의 3위팀이 다른 리그의 2위팀보다 승률이 높은 경우 준플레이오프를 치르게 하는 제도가 중간에 도입되었으나, 이 시즌에서는 그런 일이 생기지 않았다.

## 대진표
|  | 준플레이오프 | 준플레이오프         | 준플레이오프 |  |  | 플레이오프 | 플레이오프    | 플레이오프 |               |   | 한국시리즈 | 한국시리즈  | 한국시리즈 |  |
|  |              |                      |              |  |  |            |               |            |               |   |            |             |            |  |
|  |              |                      |              |  |  | D1         | 두산 베어스   | 0          |               |   |            |             |            |  |
|  | M2           | 한화 이글스 (부전승) | -            |  |  | M2         | 한화 이글스   | 4          |               |   |            |             |            |  |
|  | D3           | 현대 유니콘스        | -            |  |  |            |               |            |               |   | M2         | 한화 이글스 | 4          |  |
|  |              |                      |              |  |  |            |               | D2         | 롯데 자이언츠 | 1 |            |             |            |  |
|  |              |                      |              |  |  | M1         | 삼성 라이온즈 | 3          |               |   |            |             |            |  |
|  |              |                      |              |  |  | D2         | 롯데 자이언츠 | 4          |               |   |            |             |            |  |

- 양 리그의 3위 팀 중 승률이 높은 드림리그의 현대 유니콘스가 매직리그 2위 팀인 한화 이글스의 승률을 역전하지 못하여 준플레이오프를 생략하고 한화 이글스가 자동으로 플레이오프에 진출하게 되었다.

## 드림 1위-매직 2위
드림 1위팀인 두산과 매직 2위였던 한화가 대결하였다. 매직 2위였던 한화는 양 리그 2위 이내 팀 중 승률이 가장 낮았으나 드림 3위였던 현대보다 승률이 높아 준플레이오프를 생략하고 플레이오프부터 치르게 되었는데 두산은 에이스 박명환과 좌완 이혜천이 부상으로 연습을 한동안 못해 힘이 더욱 떨어져 스윕을 당했다.

### 1차전
10월 10일 - 서울종합운동장 야구장 
 중계 : KBS 2TV
| 팀 | 1 | 2 | 3 | 4 | 5 | 6 | 7 | 8 | 9 | R | H | E |
| 한화 이글스 | 1 | 1 | 0 | 1 | 1 | 0 | 0 | 1 | 2 | 7 | - | - |
| 두산 베어스 | 0 | 0 | 0 | 1 | 1 | 1 | 1 | 0 | 0 | 4 | - | - |
| 승리 투수: 구대성 패전 투수: 진필중 홈런: 한화 – 댄 로마이어(4회 1점/9회 1점), 제이 데이비스(9회 1점) 두산 – 우즈 (4회 1점/7회 1점), 심정수(6회 1점) |   |   |   |   |   |   |   |   |   |   |   |   |

### 2차전
10월 11일 - 서울종합운동장 야구장 
 중계 : 한국스포츠 TV
| 팀                                                                             | 1 | 2 | 3 | 4 | 5 | 6 | 7 | 8 | 9 | R | H | E |
| 한화 이글스                                                                    | 0 | 0 | 0 | 0 | 3 | 0 | 0 | 0 | 0 | 3 | - | - |
| 두산 베어스                                                                    | 0 | 0 | 0 | 0 | 0 | 2 | 0 | 0 | 0 | 2 | - | - |
| 승리 투수: 송진우 패전 투수: 강병규 세이브: 구대성 홈런: 두산 – 우즈 (6회 2점) |   |   |   |   |   |   |   |   |   |   |   |   |

### 3차전
10월 13일 - 대전한화생명이글스파크 
 중계 : SBS
| 팀                                                                               | 1 | 2 | 3 | 4 | 5 | 6 | 7 | 8 | 9 | R | H | E |
| 두산 베어스                                                                      | 0 | 0 | 2 | 0 | 0 | 0 | 2 | 1 | 0 | 5 | - | - |
| 한화 이글스                                                                      | 5 | 0 | 0 | 0 | 0 | 1 | 0 | 0 | X | 6 | - | - |
| 승리 투수: 이상목 패전 투수: 최용호 세이브: 구대성 홈런: 한화 – 장종훈 (1회 4점) |   |   |   |   |   |   |   |   |   |   |   |   |

### 4차전
10월 14일 - 대전한화생명이글스파크 
 중계 : KBS 위성 2, ITV 경인방송
| 팀 | 1 | 2 | 3 | 4 | 5 | 6 | 7 | 8 | 9 | R | H | E |
| 두산 베어스 | 0 | 0 | 3 | 1 | 0 | 0 | 0 | 0 | 0 | 4 | - | - |
| 한화 이글스 | 3 | 0 | 0 | 3 | 0 | 0 | 0 | 0 | X | 6 | - | - |
| 승리 투수: 이상군 패전 투수: 이경필 세이브: 송진우 홈런: 두산 – 우즈(3회 2점) 한화 – 댄 로마이어 (1회 3점), 백재호(4회 1점), 강석천(4회 2점) |   |   |   |   |   |   |   |   |   |   |   |   |

한화 이글스가 4연승으로 한국시리즈 진출

## 매직 1위-드림 2위
매직 1위팀인 삼성과 드림 2위팀인 롯데가 대결하였는데 삼성은 확실한 에이스의 부재 뿐 아니라 전년도 15선발승을 기록한 베이커가 이 해(1998년)  연봉의 배 이상의 연봉을 불러온  것 외에도 딸까지 둔 가장이었지만 경기가 끝날 때마다 여자를 요구한 데다 평소 주심의 스트라이크 존에 불만이 많아 어느 날 심판 판정에 불복하여 심판에게 욕설을 하는 등 좋지 않은 인성을 가졌던 터라 삼성과 재계약에 실패하여 미국으로 돌아간 데 이어 고참 성준도 롯데로 이적해  쓸만한 좌완 투수 부재에 시달렸으며 노장진 (15선발승)(4위) 김상진(12선발승)(강병규와 공동 9위) 김진웅 (11선발승) 이들 3명의 평균자책점이 4점대 이상이었던 데다 에이스 김상엽이 부상으로 정규시즌 뿐 아니라 포스트시즌에 나가지 못하여 투수력이 수적-질적 모두 열세를 면치 못해  충격의 역전패를 당했다.
이 과정에서 1997년 10월 30일부터 3년 계약 형식으로 삼성 감독에 취임한 서정환 감독이 계약기간을 1년 남겨둔 채 11월 1일 사임했고 서정환 감독은 잔여연봉을 챙겨주기 위해 11월 12일부터 사장 보좌역을 맡았으며 해태 김응룡 감독을 영입할 예정이었으나 김 감독이 갑작스럽게 마음을 바꾸자 김용희 수석코치가 같은 날 2년 계약 형식으로 감독 취임했지만 역시 쓸만한 좌완투수 부재에 시달려 2000년 준플레이오프 2승 1패를 거둔 뒤 진출한 플레이오프에서 4패를 당해 1년 만에 해임당했고 이 과정에서 서정환 사장 보좌역도 물러났으며 삼성은  2001년 정규시즌 1위로 한국시리즈에 진출했으나 역시  쓸만한 좌완투수 부재를 극복하지 못한 채 충격의 역전패를 당해 준우승에 머물러야 했다.

### 1차전
10월 12일 - 대구시민운동장 야구장 
 중계 : 한국스포츠 TV, ITV 경인방송
| 팀 | 1 | 2 | 3 | 4 | 5 | 6 | 7 | 8 | 9 | 10 | 11 | 12 | R | H | E |
| 롯데 자이언츠 | 0 | 0 | 0 | 1 | 0 | 0 | 3 | 0 | 0 | 0  | 0  | 0  | 4 | - | - |
| 삼성 라이온즈 | 0 | 1 | 0 | 0 | 1 | 2 | 0 | 0 | 0 | 0  | 0  | 1x | 5 | - | - |
| 승리 투수: 박충식 패전 투수: 박석진 홈런: 롯데 – 박정태(4회 1점), 손인호(7회 3점) 삼성 – 찰스 스미스(2회 1점/6회 1점), 김태균(5회 1점), 이승엽(6회 1점) |   |   |   |   |   |   |   |   |   |    |    |    |   |   |   |

- 삼성, 1승

삼성은 2회말 스미스가 솔로 홈런을 쳐서 먼저 선취점을 올렸다. 롯데가 4회초 박정태가 솔로 홈런을 쳐서 동점을 만들었다. 삼성이 5회말 김태균이 솔로 홈런을 쳐서 다시 앞서나가고, 6회말 이승엽과 스미스가 백투백 홈런을 쳐서 4대1로 앞서나갔다. 롯데는 7회초 대타 손인호가 임창용을 상대로 동점 스리런 홈런을 쳐서 다시 동점을 만들었다. 양팀은 팽팽하게 승부를 이어가다가 연장 12회말 스미스가 끝내기 안타를 쳐서 삼성이 승리하였다.

### 2차전
10월 13일 - 대구시민운동장 야구장
| 팀                                                                                   | 1 | 2 | 3 | 4 | 5 | 6 | 7 | 8 | 9 | R | H | E |
| 롯데 자이언츠                                                                        | 0 | 0 | 0 | 0 | 1 | 0 | 1 | 0 | 0 | 2 | - | - |
| 삼성 라이온즈                                                                        | 0 | 0 | 0 | 4 | 0 | 0 | 0 | 2 | X | 6 | - | - |
| 승리 투수: 김상진 패전 투수: 주형광 세이브: 임창용 홈런: 삼성 – 찰스 스미스(8회 2점) |   |   |   |   |   |   |   |   |   |   |   |   |

삼성, 2연승

### 3차전
10월 15일 - 사직야구장 (한화-두산 경기 끝) 
 중계 : 한국스포츠 TV 
롯데, 1승, 시리즈 전적 1승 2패
| 팀                                                                                      | 1 | 2 | 3 | 4 | 5 | 6 | 7 | 8 | 9 | R  | H | E |
| 삼성 라이온즈                                                                           | 0 | 0 | 0 | 0 | 0 | 0 | 0 | 2 | 0 | 2  | - | - |
| 롯데 자이언츠                                                                           | 1 | 0 | 0 | 4 | 0 | 0 | 3 | 2 | X | 10 | - | - |
| 승리 투수: 박석진 패전 투수: 김진웅 홈런: 삼성 – 정경배(8회 1점) 롯데 – 박정태(8회 2점) |   |   |   |   |   |   |   |   |   |    |   |   |

### 4차전
10월 16일 - 사직야구장 
 중계 : KBS 2TV 
롯데, 1패, 시리즈 전적 1승 3패에 탈락위기
| 팀 | 1 | 2 | 3 | 4 | 5 | 6 | 7 | 8 | 9 | R | H | E |
| 삼성 라이온즈 | 1 | 0 | 1 | 3 | 1 | 0 | 2 | 1 | 0 | 9 | - | - |
| 롯데 자이언츠 | 0 | 0 | 1 | 0 | 1 | 2 | 0 | 2 | 0 | 6 | - | - |
| 승리 투수: 노장진 패전 투수: 문동환 세이브: 임창용 홈런: 삼성 – 김종훈(1회 1점), 김한수(4회 2점), 김태균(4회 1점) |   |   |   |   |   |   |   |   |   |   |   |   |

### 5차전
10월 17일 - 사직야구장
시리즈 전적 2승 3패
| 팀                                                                                         | 1 | 2 | 3 | 4 | 5 | 6 | 7 | 8 | 9  | R | H | E |
| 삼성 라이온즈                                                                              | 0 | 0 | 4 | 0 | 0 | 0 | 1 | 0 | 0  | 5 | - | - |
| 롯데 자이언츠                                                                              | 3 | 0 | 0 | 0 | 0 | 0 | 0 | 0 | 3x | 6 | - | - |
| 승리 투수: 손민한 패전 투수: 임창용 홈런: 삼성 – 찰스 스미스(3회 2점) 롯데 – 호세(9회 3점) |   |   |   |   |   |   |   |   |    |   |   |   |

### 6차전
10월 19일 - 대구시민운동장 야구장 
 중계 : 한국스포츠 TV, ITV 경인방송
시리즈 전적 3승 3패로 동률, 진정한 승부는 7차전으로
| 팀 | 1 | 2 | 3 | 4 | 5 | 6 | 7 | 8 | 9 | R | H | E |
| 롯데 자이언츠 | 3 | 0 | 2 | 0 | 0 | 0 | 1 | 0 | 0 | 6 | - | - |
| 삼성 라이온즈 | 0 | 0 | 0 | 0 | 0 | 0 | 5 | 0 | 0 | 5 | - | - |
| 승리 투수: 박석진 패전 투수: 김진웅 세이브: 기론 홈런: 롯데 – 마해영(1회 3점), 호세(3회 2점) 삼성 – 이승엽(7회 2점) |   |   |   |   |   |   |   |   |   |   |   |   |

롯데는 박석진, 삼성은 김진웅이 선발로 나섰다. 롯데는 1회초 마해영의 스리런 홈런으로 선취점을 획득하였다. 3회초 호세의 투런 홈런으로 추가점을 획득하였고, 7회초 박정태의 적시타로 점수를 더 벌려놨다. 삼성은 7회말 이승엽의 투런 홈런 등 5점으로 추격했으나 기론에게 막혀 시리즈 전적은 3승3패가 되었다. 롯데 박석진은 7회 1아웃까지 퍼팩트로 막아 시리즈 2승째를 올렸다.

### 7차전
10월 20일 - 대구시민운동장 야구장 
 중계 : KBS 위성 2 + 한국스포츠 TV, PSB
게임을 뒤집는 롯데, 남두오성의 부활을 알리다!
| 팀 | 1 | 2 | 3 | 4 | 5 | 6 | 7 | 8 | 9 | 10 | 11 | R | H | E |
| 롯데 자이언츠 | 0 | 0 | 0 | 0 | 0 | 2 | 1 | 0 | 2 | 0  | 1  | 6 | - | - |
| 삼성 라이온즈 | 0 | 0 | 0 | 2 | 0 | 0 | 0 | 3 | 0 | 0  | 0  | 5 | - | - |
| 승리 투수: 주형광 패전 투수: 임창용 홈런: 롯데 – 호세(6회 1점), 마해영(6회 1점), 임수혁(9회 2점) 삼성 – 이승엽(4회 1점, 8회 1점), 김기태(4회 1점), 김종훈(8회 2점) |   |   |   |   |   |   |   |   |   |    |    |   |   |   |

롯데 자이언츠가 4승 3패로 한국시리즈 진출
롯데는 문동환, 삼성은 노장진이 선발로 등판하였다. 삼성은 4회살  이승엽과 김기태가 각각 솔로 홈런을 치면서 선취점을 얻었고, 롯데는 6회초 호세가 솔로 홈런을 치면서 반격했으나 홈으로 돌던 호세가 관중이 던진 물병을 급소에 맞아 격분해 관중석에 방망이를 던져 경기가 몇십여분동안 중단되었다. 롯데 주장 박정태는 선수들을 데리고 야구장을 떠나려 하자 코칭스태프의 설득으로 간신히 돌아와 선수들에게 "오늘은 무조건 이겨야 한다"고 독려하였다. 경기가 재개된 이후 마해영의 솔로 홈런으로 동점을 만들고, 7회초 김응국의 1타점 적시타로 역전에 성공하였다. 그러나 삼성은 8회말 빌리 홀이 2루타를 치고 나갔고 김종훈의 투런 홈런을 쳐 재역전 하였고 이승엽이 솔로 홈런을 치면서 승부에 쐐기를 박는듯했디. 그러나 롯데는 9회초 공필성이 좌전 안타를 쳐 찬스를 잡았고, 임재철이 외야 플라이로 물러났지만 대타로 나온 임수혁이 극적으로 동점 투런 홈런을 치면서 승부를 연장으로 끌고갔다. 삼성은 10회말 1사만루 끝내기찬스를 잡았으나 김한수의 삼진, 정경배가 유격수 땅볼로 물러났다. 롯데는 11회초 임재철이 안타로 출루하였고, 임수혁의 희생번트, 김민재의 적시타로 역전에 성공시키고, 11회말 삼성의 공격을 주형광이 삼자범퇴로 막아 한국시리즈에 진출하였다.

## 한국시리즈
한화와 롯데는 1992년 이후 7년 만에 한국시리즈에서 재대결하였고, 한화가 롯데에 4승 1패를 거두면서 팀 창단 14년 만에 첫 우승을 차지했다.
그렇지만 롯데는 휴식이 부족한 환경에서도 1경기를 제외하고 1점차 승부를 벌였다는 점에서 역대급 시리즈로 바도 무방하다.
하지만 2000년 포스트시즌 진출 이후 롯데는 암흑기를 맞게 되었다.

## 같이 보기
- 1999년 한국 프로 야구